# Parc de Vermont
Le parc de Vermont est un parc public situé à Genève, en Suisse.
Il est situé dans le quartier de Montbrillant, derrière la gare Cornavin et doit son nom à la maison homonyme, construite au bord du parc, et est nommé d'après l'Etat américain du Vermont.

## Historique
Le parc prend place en 1964 dans l’espace vert ménagé lors de la densification du quartier dès les années 1950. Des chênes plus que centenaires datent de l’ancien domaine de Montbrillant, rebaptisé  « Vermont » par le député du Grand-Conseil Antoine-Edouard Aubert en mémoire de la famille de son épouse (ou de sa mère) née Casenove et originaire de cet État,,.
Un projet de construction de pavillons scolaires provisoires dans une partie du parc est refusé par référendum municipal le 24 juin 1990.
En 1993, le conseil municipal vote à nouveau un crédit pour un projet d'école, définitive cette fois. Le flou des chiffres de prévisions démographiques et l'évocation de plusieurs projets génèrent des débats houleux. Un groupe de Vermont lance un référendum, tandis qu'un groupe de nouveaux habitants de Montbrillant tente de soutenir le projet. Les nouveaux habitants recensent non seulement les enfants du quartier mais aussi les futures naissances. Le référendum lancé par les opposants aboutit.
En 2001 un projet de loi du Conseil d’État du canton de Genève pour la création d'une zone de verdure au parc de Vermont est adopté par le Grand Conseil.

## Description
Lors de la densification urbaine du quartier abritant les organisations internationales dans les années 1950, les constructions sont disposées près des bords de rues, laissant un vaste espace central pour la végétation, les jeux d'enfants, les activités sportives et les cheminements. L'architecture est soignée, avec une volonté de favoriser la vie sociale.
Avec une nouvelle place de jeux inaugurée en 2015, le parc de Vermont est mentionné comme exemple d'aménagement favorable à la santé par le Centre universitaire de médecine générale et santé publique (Unisanté).